# Diospyros sandwicensis
Diospyros sandwicensis es una especie de árbol perteneciente a la familia Ebenaceae, que es un endemismo de Hawaii.

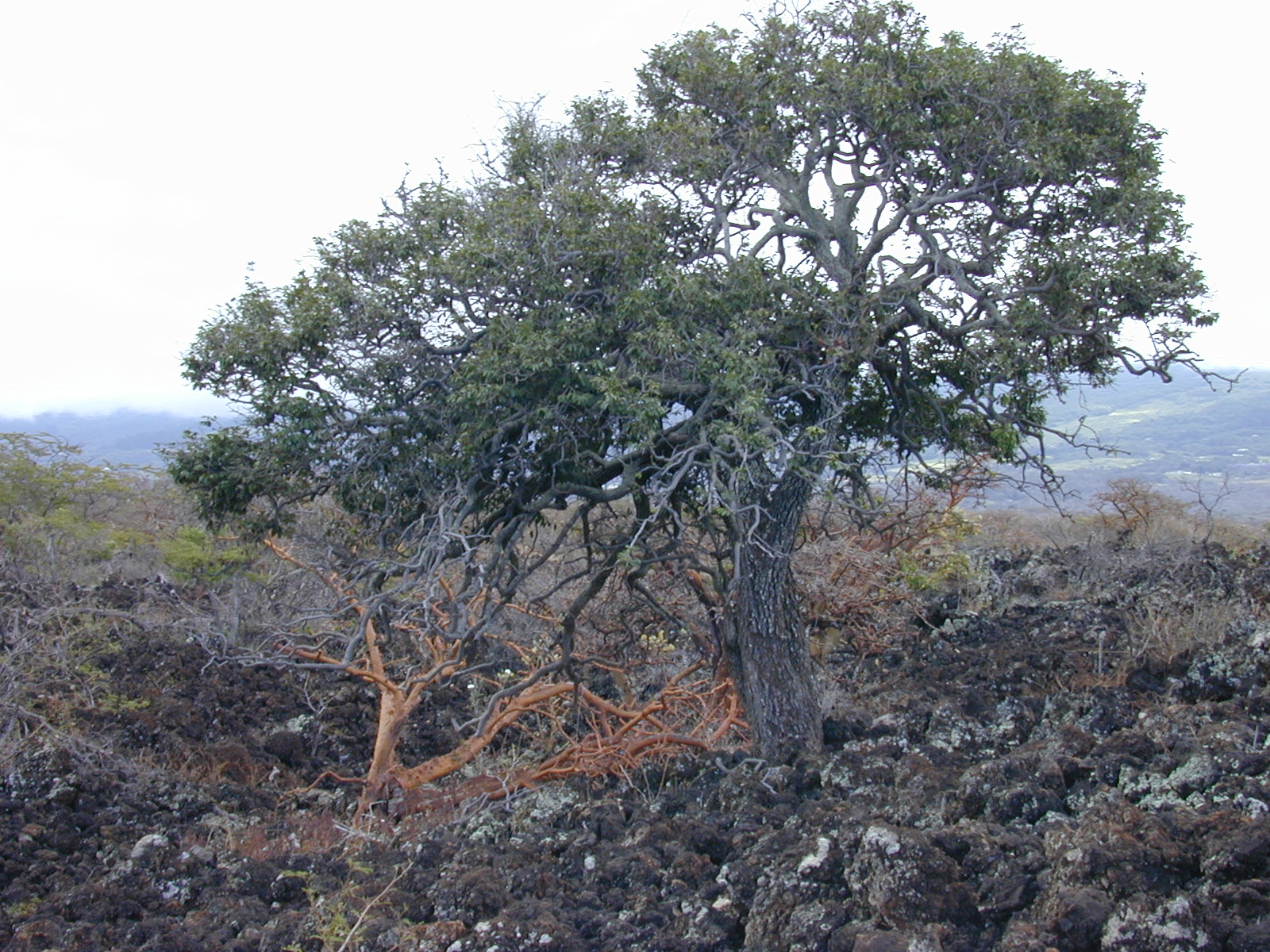
Vista del árbol

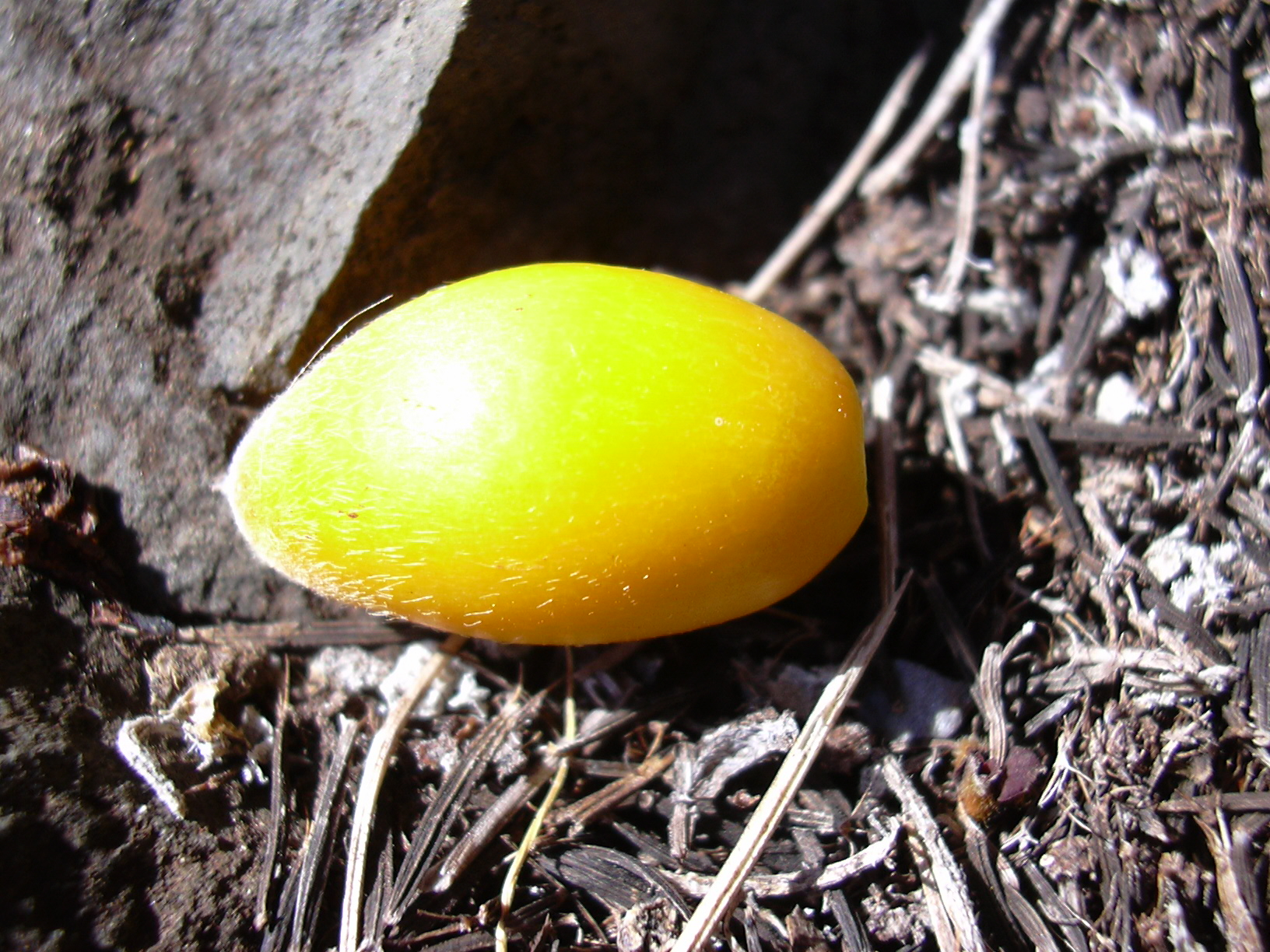
Fruto

## Descripción
Es un pequeño o mediano árbol, que alcanza un tamaño  de 6-12 m altura y un  tronco de 0,3 m de diámetro.

## Distribución y hábitat
Se puede encontrar en el bosque seco, costero, mixtos y bosques húmedos en elevaciones de 5-1,220 metros en todas las islas. Diospyros sandwicensis y Nestegis sandwicensis  son las especies dominantes en los  bosques secos de las tierras bajas en las islas de Maui, Molokai, Kahoʻolawe y Lanai.

## Usos
La albura de Diospyros sandwicensis es muy blanca y forma una banda ancha en el interior del tronco. El duramen es de color marrón rojizo, de textura fina, de grano recto, y muy duro. Los nativos hicieron soportes verticales de su madera, que se utiliza en las cestas de trampas para peces, y en la construcción. La albura blanca representa la iluminación, y por lo tanto tenía muchos usos religiosos. Los palos del techado  o las vigas de un edificio especial llamado hale lau lama eran de albura. Las bayas  son comestibles.

## Taxonomía
Diospyros sandwicensis fue descrita por (A.DC.) Fosberg y publicado en Occasional Papers of the Bernice Pauahi Bishop Museum pf Polynesian Ethology and Natural History 12(15): 8. 1936.
Etimología
Diospyros: nombre genérico que proviene de (διόσπυρον) del griego Διός "de Zeus" y πυρός "grano", "trigo" por lo que significa originalmente "grano o fruto de Zeus". Los autores de la antigüedad usaron el vocablo con sentidos diversos: Teofrasto menciona un   diósp¯yros –un árbol con pequeños frutos comestibles de huesecillo duro–, el que según parece es el almez (Celtis australis L., ulmáceas), y Plinio el Viejo (27.98) y Dioscórides lo usaron como otro nombre del griego lithóspermon, de líthos = piedra y spérma = simiente, semilla, y que habitualmente se identifica con el Lithospermum officinale L. (boragináceas). Linneo tomó el nombre genérico de Dalechamps, quien llamó al Diospyros lotus "Diospyros sive Faba Graeca, latifolia".
sandwicensis: epíteto
Sinonimia
- Ebenus sandwicensis (A.DC.) Kuntze
- Maba sandwicensis A.DC.
- Maba sandwicensis var. pubescens Skottsb.[8][9]